# دادگاه «باگاواد گیتا چنانکه هست» در روسیه
دادگاه «باگاواد گیتا چنانکه هست» در روسیه (انگلیسی: "Bhagavad Gita As It Is" trial in Russia)، دادگاهی بود که سال ۲۰۱۱ دربارهٔ ممنوع کردن نسخه روسی کتاب «باگاواد گیتا چنان‌که هست» (۱۹۶۸)، ترجمه و تفسیر کتاب مقدس هندو آغاز شد. باگاواد گیتا به اتهام تعصب مذهبی ممنوع شد. این محاکمه باعث ایجاد بحث‌هایی شد که در رسانه‌های هند، روسیه و بین‌المللی و همچنین شبکه‌های اجتماعی گزارش شده‌است. دولت هند به شدت این ممنوعیت پیشنهادی را به عنوان «تعهد» کاملاً نامعقول مورد انتقاد قرار داد. واکنش منفی گسترده به محاکمه، مقامات روس را مجبور کرد که به هند عذرخواهی کنند و قول داده‌اند که اقدامات اصلاحی لازم برای جلوگیری از این ممنوعیت را انجام دهند. این محاکمه همچنین باعث جرقه اعتراضات عمومی و اقدامات قانونی در هند علیه ممنوعیت پیشنهادی شد و انتقاد شدید از جامعه روشنفکری در روسیه را برانگیخت و دانشمندان روس به‌طور عمومی محاکمه را محکوم کردند. محققان از رئیس‌جمهور دمیتری مدودف و نخست‌وزیر ولادیمیر پوتین برای مداخله (روابط هند) و برای محاکمه بین‌المللی روسیه دسامبر ۲۰۱۱ درخواست کردند، قاضی پرونده دادگاه را رد کرد. در ۲۶ ژانویه ۲۰۱۲، دفتر prosecutor's Tomsk دادخواستی را علیه این حکم صادر کرد، اما در ۲۱ مارس ۲۰۱۲ دادگاه استیناف آن را رد کرد و حکم دادگاه بدوی را تأیید کرد. دفتر prosecutor's در ۲۹ مه ۲۰۱۲ تصمیم گرفت که حکم دادگاه استیناف را به چالش نکشیده‌است. گیتا در سال ۲۰۱۱ گزارش بین‌المللی آزادی مذهبی امور خارجه متحده در میان نمونه‌هایی از تلاش برای اعمال محدودیت‌های آزادی مذهبی توسط دولت روسیه گنجانده شد.